# История Кореи

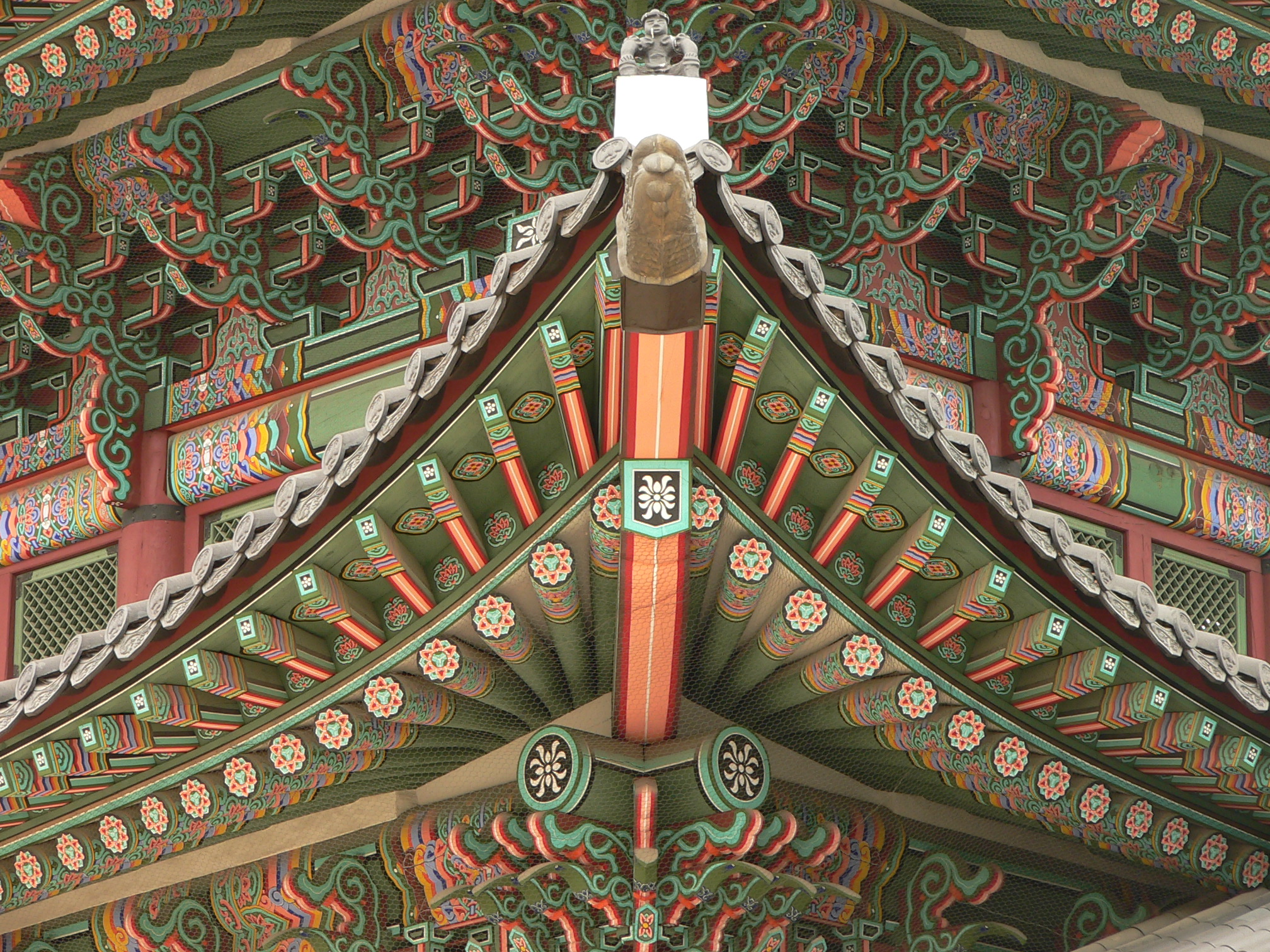
Архитектура времён династии Чосон

История Кореи описывает события, происходившие на территории Корейского полуострова и Маньчжурии с корейским народом.

## Ранняя история
Археологические находки говорят, что люди современного вида (Человек разумный) появились на территории Корейского полуострова примерно 70 000 лет назад. В провинциях Хамгён-Пукто, Пхёнан-Намдо, Кёнгидо и Чхунчхон-Пукто находят множество каменных орудий труда, относящихся к палеолиту. Люди тех лет жили в пещерах и строили примитивные дома, жили охотой и собирательством.
Древнейшая керамика на Корейском полуострове относится к 8000 году до н. э. Керамические предметы 3500-2000 годов до нашей эры (т. н. «керамика Чыльмун» (кор. 즐문토기) или керамика с гребенчатым орнаментом) находят по всей территории полуострова, а также в Приморском крае, Монголии и Маньчжурии. Керамика Чыльмун по своим основным характеристикам весьма сходна с относящимися к тому же периоду керамикой культуры Дзёмон в Японии.
Современная историческая наука относит летописные упоминания («Хвандан коги», «Кювон сахва», «Самгук юса» и др.) о существовавших в то время корейских государствах Хвангук, Синси и Пэдальгук к области мифов.

## Древний Чосон
По легенде первое корейское государство было основано сыном женщины-медведицы и небожителя Тангуном в 2333 году до н. э. Историки называют самый ранний этап корейской истории периодом государства Древний Чосон (Ко Чосон). Территория Древнего Чосона находилась в районе севера Корейского полуострова и полуострова Ляодун. Большинство современных историков сходятся во мнении, что дата 2333 год до н. э. является сильно удревнённой, поскольку не подтверждается никакими историческими документами кроме отдельных средневековых корейских хроник (Самгук Юса и подобные). Первые упоминания о Древнем Чосоне относятся к IV—III векам до н. э. Считается, что на заре своего развития Древний Чосон был племенным союзом, состоявшим из отдельно управлявшихся городов-государств, а централизованным государством он стал около IV века до н. э. Примерно в это же время на юге полуострова образовалось протогосударство Чин, а также протогосударства Три Хан (Самхан).
В 108 году до н. э. Древний Чосон был покорен китайской империей Хань.

## Ранние государства (108 до н. э. —III век)

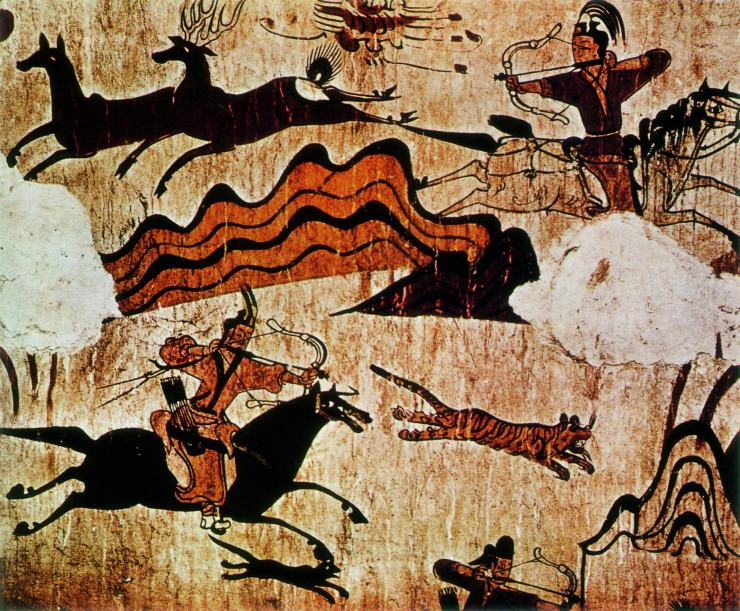
Гробница в Когурё

После падения Кочосона на территории полуострова образовалось три племенных союза: Махан, Чинхан и Пёнхан (собирательное название Три Хан — Самхан). Севернее Самхана развивалось государство Пуё (Фуюй). Также на территории бывшего Кочосона возникло несколько небольших государств, среди которых Окчо и Тонъе (восточное Йе).

## Три королевства

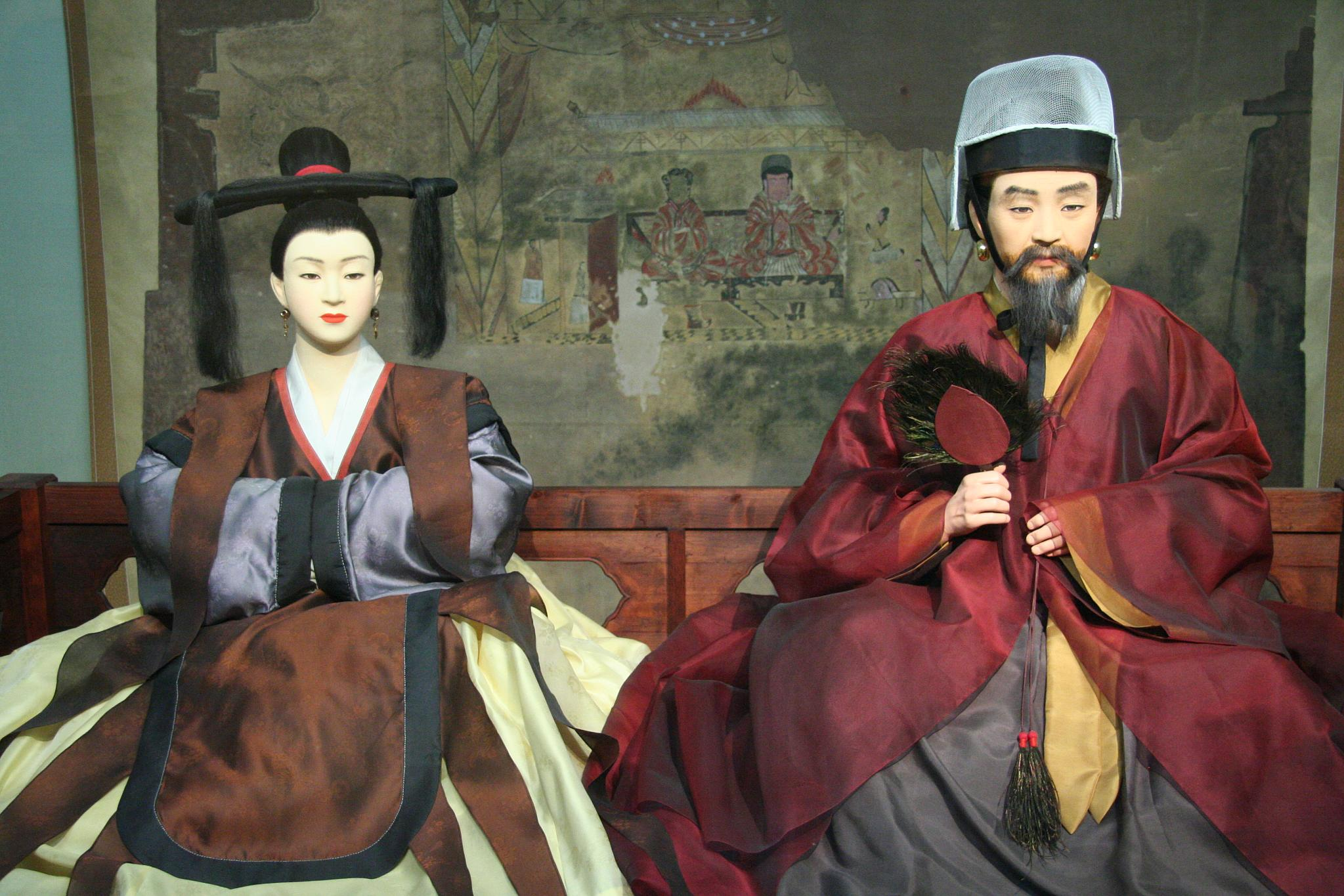
Одеяния корейских правителей времен трёх государств

В начале нашей эры из племенных союзов, оставшихся после распада Кочосона, сложилось три раннефеодальных государства — Силла, Пэкче и Когурё.
В 551 году Силла отвоевало у Когурё и Пэкче бассейн реки Хан. Силла получило выход к Китаю и заручилось его поддержкой. Впоследствии, к 668 году, королевство объединило корейский полуостров. Затем государство одержало победу в войне со своим бывшим союзником в силла-танской войны, длившейся с 670 по 676 годы.

## Объединённое Силла

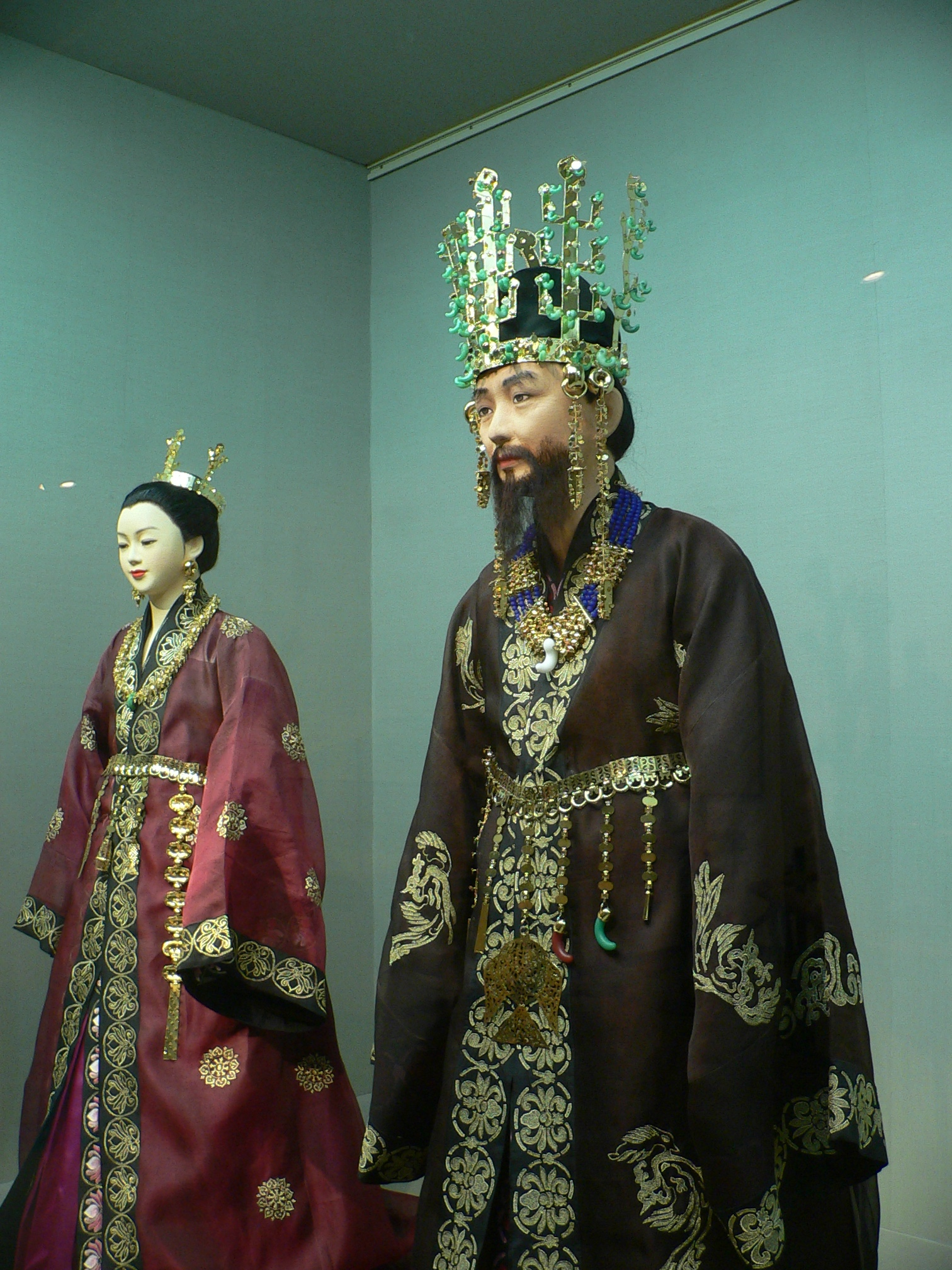
Король и королева государства Силла

В 668—935 годы в истории Кореи протекал период «Объединённого Силла». Это время характеризуется миром и спокойствием, велись добрососедские дипломатические отношения с танским Китаем, от которого активно заимствовались политические правовые институты. В это время буддизм был принят в качестве государственной религии и был широко распространён среди всех слоёв населения. Были построены известные религиозные сооружения, например, храм Соккурам.
935 году было заменено государством Корё (918—1392).
В то же время на севере развивалось государство Бохай (кор. Пархэ́).
Этот период в истории Кореи был ознаменован расцветом буддизма.

## Поздние три королевства
В период поздних трёх королевств (892—936) на Корейском полуострове было три государства: Силла, Позднее Пэкче и Позднее Когурё (название менялось на Мачжин в 904 г. и Тхэбон в 911 г.).

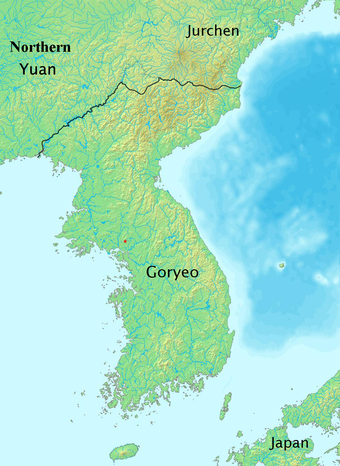
Корё в 1374 г.

## Корё
Корё появилось в 918 году, завоевало земли государства Силла в 935 году и существовало до воцарения династии Чосон в 1392 году. Название «Корё» является сокращением от Когурё, одного из трёх раннефеодальных государств Кореи, объединённых Силлой в 668 году. Современное слово «Корея» происходит от «Корё». Наиболее известные достижения государства — гончарное искусство Корё и Трипитака Кореана — буддийский канон (Трипитака), вырезанные на десятках тысяч деревянных досок. В Корё в 1234 году была создана первая в мире металлическая печатная матрица (см. Чикчи). Период Корё считается «золотым веком буддизма» в Корее. В XI веке только в столице государства находилось около 70 буддийских храмов. Процветала торговля с торговцами, прибывающими из Ближнего Востока.
Начиная с 993 года, Корё сталкивался с многочисленными вторжениями династии Ляо, но одержанная в 1019 году военная победа принесла столетие мира и процветания, а Корё вступил в свой золотой век. В этот период в Восточной Азии сохранялся баланс сил между Корё, Ляо и Сун.
Клан Ли из Инджу (인주이씨) отдавал своих девушек в жёны правителям, начиная с Мунджона до 17-го короля Инджона. Со временем этот клан получил больше власти, чем сам правитель, что привело к государственному перевороту Ли Джагёма в 1126 году. Переворот провалился, однако сила монарха была подорвана и в Корё началась серия конфликтов среди знати за лидерство в стране. В 1135 Мё Чхон выступил с предложением о переносе столицы в Согён (современный Пхеньян). Предложение раскололо элиту страны на два лагеря. Одна фракция, во главе с самим Мё Чхоном, выступала за перенос столицы и последующий поход против Маньчжурии. Другая, во главе с Ким Бусиком (автором «Самгук саги»), хотела сохранить статус-кво. Мё Чхону не удалось убедить Императора и он поднял восстание, которое, тем не менее, окончилось крахом.
В 1170 году группа военачальников во главе с Чон Джунбу (정중부) и Ли Ыйбаном (이의방) подняла восстание и одержала в нём верх. Ыйджон был отправлен в ссылку, а Императором стал Мёнджон (명종). В истории Корё начался период военного управления. В 1177 к власти пришёл молодой военачальник Кён Тхэсун. Он попытался возвратить монарху полную власть, однако в 1184 он умер и его преемником стал сын простолюдина Ли Ыймин. Его правление было жестоким, что привело к восстанию другого генерала Чхве Чхунхона, который убил Ли Ыймина и захватил власть в 1197. В течение следующего 61 года клан Чхой правил страной, установив военную диктатуру. Пост Императора был сделан, по сути, чисто декоративным. Преемниками Чхве Чхунхона стали его сын, Чхве У, внук Чхве Хан и правнук Чхве Ый. После прихода к власти, Чхве Чхунхон сместил Мёнджона с трона, заменив его на Синджона, а после его смерти, сместив ещё двух Императоров, остановил свой выбор на Коджоне.

### Монголы в Корее
В 1231 году Монгольская империя начала набеги на Корё и после 25 лет борьбы король Корё был вынужден стать монгольским данником. Следующие 112 лет Корея провела под монгольским игом. Первое представление дани монголам относится к 1241 году; корейские государи постоянно являлись ко двору монгольских императоров; там же жили и наследники престола, возвращавшиеся на родину только после смерти отца, для занятия (с разрешения монгольского императора) престола; в известных случаях и корейский государь, и его окружающие надевали монгольский костюм.
В середине XIV века монгольская империя стала медленно угасать, раздираемая внутренними склоками, и король Конмин смог избавиться от монгольской зависимости.
Когда в Китае пала Юаньская династия и воцарилась Минская, то Корё очутилась в двусмысленном положении: с одной стороны она признала свои вассальные отношения к новой династии (1368), с другой стороны продолжала прежние отношения и к удалившейся из Китая Юаньской и даже открыто приняла сторону последней, двинув своё войско к границам Китая. Таким положением дел искусно воспользовался тесть последнего государя династии Корё — главнокомандующий корейской армии генерал Ли Сон Ге. Он низложил династию Корё и основал новую (в 1392 году), известную под именем Чосон.

## Чосон

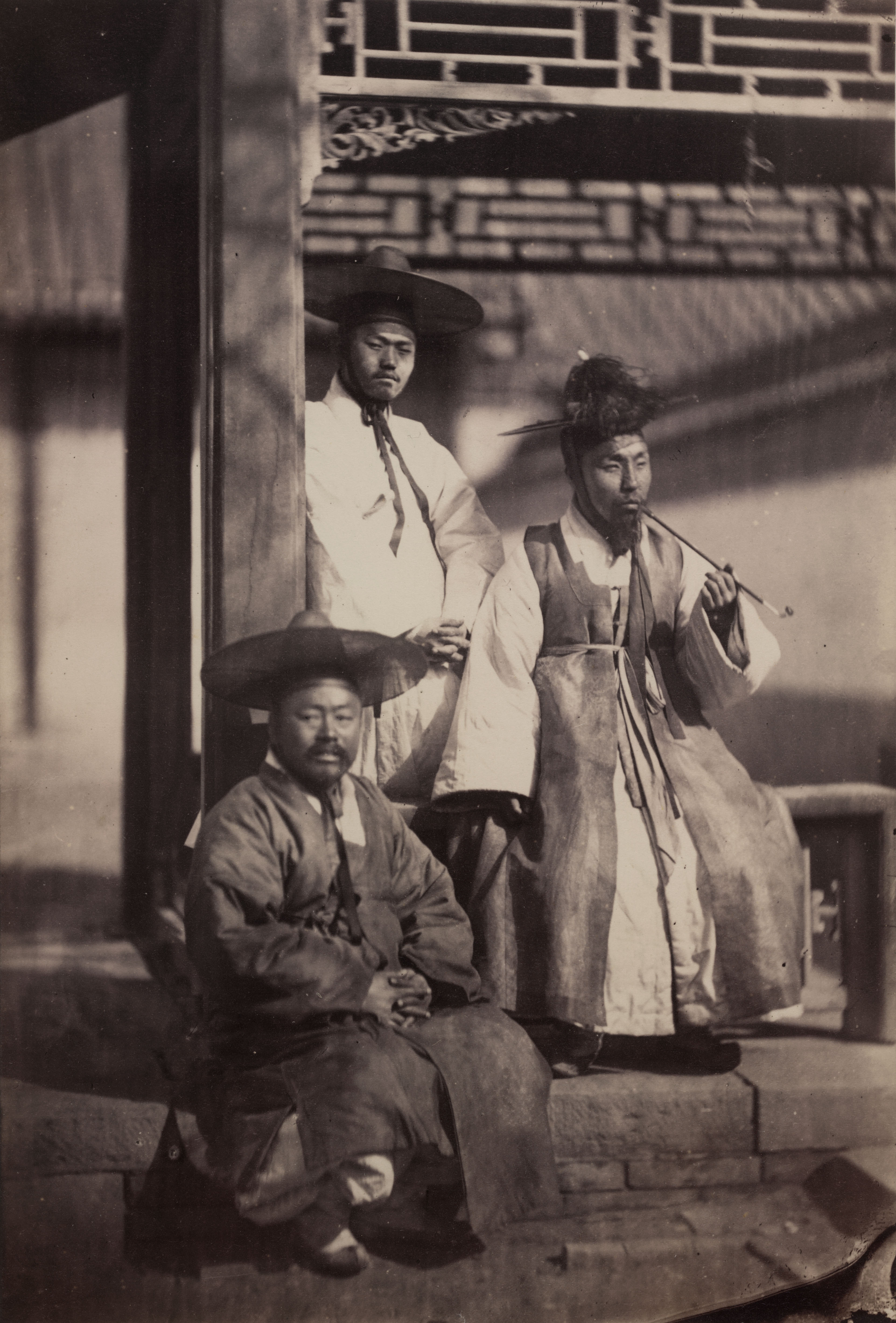
Корейские янбаны, 1863 г.

Чосон — название корейского государства в период с 1392 по 1897 год. Столица была перенесена в Хансон (современное название города — Сеул), а в 1394 году в качестве официальной религии было принято конфуцианство. В XV веке был разработан корейский алфавит хангыль.

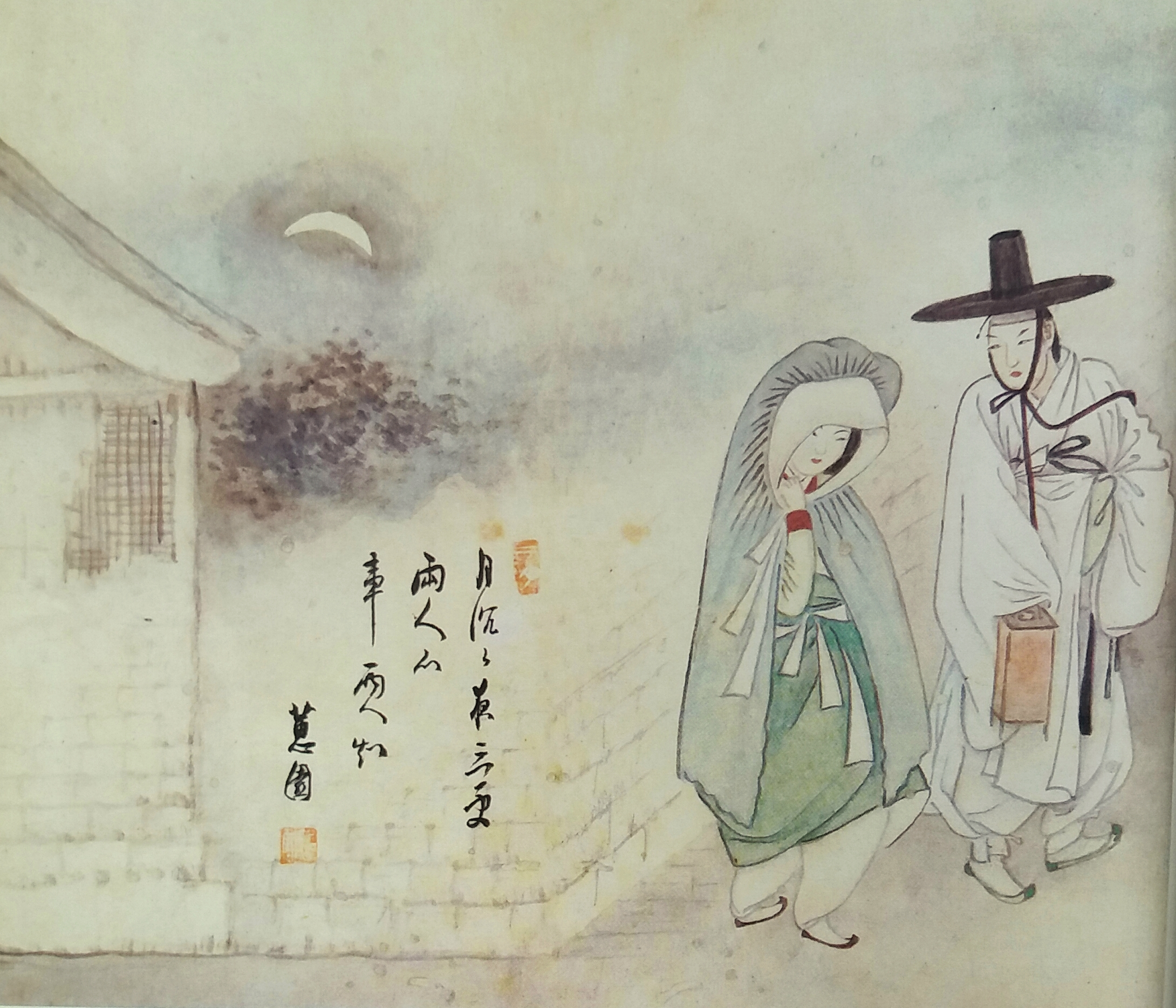
Корейские простолюдины на картине Син Юн Бока

Чосон страдал от набегов японцев (см. Имдинская война). Но командующий корейским флотом Ли Сунсин, объединив морские силы всего южного побережья, нанес ряд сокрушительных поражений численно превосходящему японскому флоту.
Требование маньчжуров признать зависимость от них было с гордостью отвергнуто тогдашним корейским королём Инджо, и только походы 1627 года и особенно 1637 года заставили его признать зависимость от маньчжур (Цинской династии), скоро овладевших Китаем. С тех пор Корея сохраняла свои вассальные отношения к Цинской династии, и только дань, первоначально довольно значительная, с течением времени сокращалась все более и более и, в конце концов, обратилась в пустую формальность.

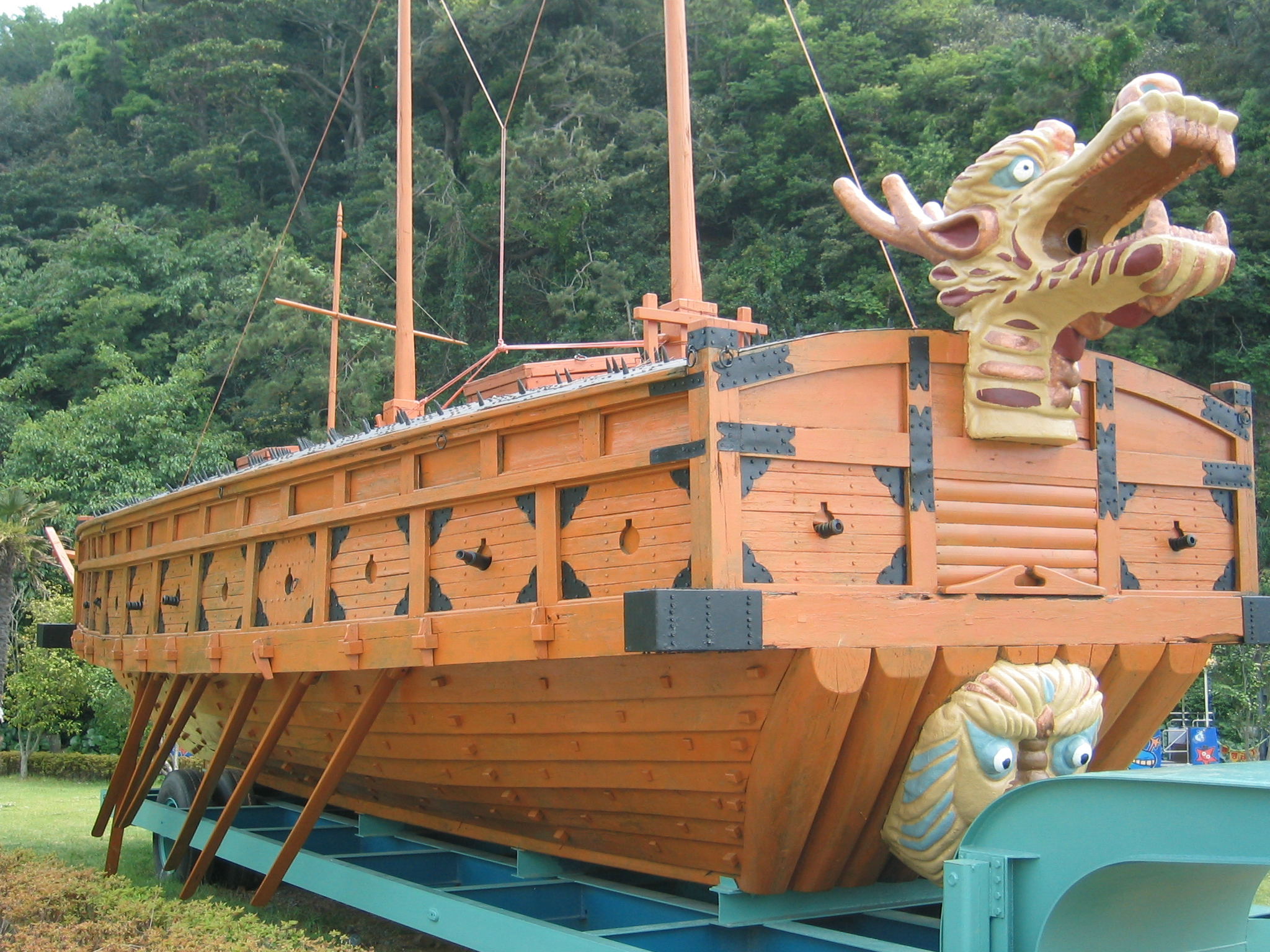
Восстановленный Кобуксон

Внутренняя политика Чосона целиком управлялась конфуцианской бюрократией. Несмотря на попытки адаптировать западные достижения, Корея оставалась закрытой страной.
Первое появление христианства в Корее относится к 1784 г., когда молодой кореец Ли Сын Хун крестился в Пекине и, по возвращении на родину, стал там проповедовать католицизм. Проповедь пошла довольно успешно; христианство приняли многие из учёных корейцев. Однако, требование оставить культ предков заставило многих отказаться от христианства и навлекло на ревностных христиан гонение со стороны правительства. Сначала христиан преследовали не особенно сильно, но с 1801 года начались периодические преследования.

### Закат Чосон

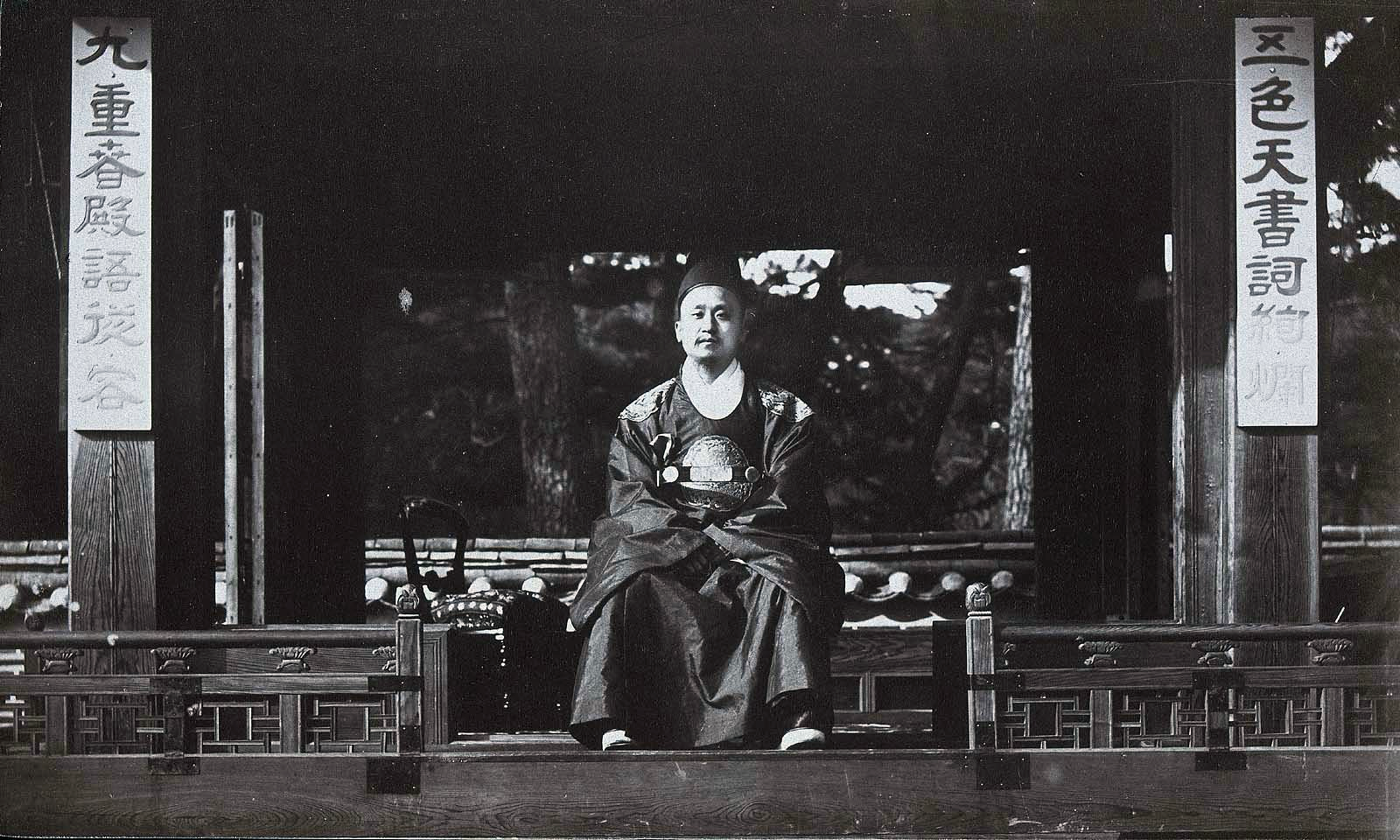
Ван Кочжон на троне. Фото Персиваля Лоуэлла, 1884

Когда в 1864 году ван Чхольчон скончался, не оставив наследника, вдовствующая королева Чорин предложила возвести на трон дальнего родственника Чхольджона — Ли Мёнбока, впоследствии получившего храмовое имя Коджон. Поскольку новый ван был несовершеннолетним, регентом при нём стал его отец — Ли Хаын, вошедший в историю под своим титулом тэвонгун (великий принц, принц-регент). Тэвонгун в целом стремился проводить политику закрытия Кореи. Под его руководством были осуществлены репрессии в отношении корейских христиан.
Во второй половине XIX века прозападные реформы в Корее, по образцу Японии, пытался инициировать влиятельный чиновник Пак Кю Су, однако они проводились крайне медленно и после его смерти остановились.
Несмотря на посылку достаточно значительных сил — семи французских военных кораблей (в 1866 году) и пяти военных кораблей и экспедиционного корпуса США (в 1871 году), этим державам тогда так и не удалось навязать корейским властям неравноправные торговые договоры.
В 1873 году Ли Хаын был отстранён от власти королевой Мин, супругой Коджона.
В 1875 году Япония решила попробовать заставить Корею открыться внешнему миру. После того, как японский флот подошел к острову Канхвадо, корейская артиллерия открыла огонь. В ходе стычки двое японцев получили легкие ранения, 35 корейцев погибло и 16 были взяты в плен. Японцы восприняли это сражение как повод заключить с Кореей неравноправный договор, по образцу тех, которые были ранее заключены западными странами с самой Японией. 15 января 1876 года японский флот под командованием Куроды Киётаки прибыл к берегам Кореи. 26 февраля того же года между Японией и Кореей был подписан мирный договор, по которому японские суда получили право свободного плавания в территориальных водах Кореи, и, в перспективе, открывал два дополнительных порта (помимо Пусана) для торговли с японцами. Японцы получали право передвигаться вглубь Кореи на расстояние 10 ли от побережья. Вскоре аналогичные договоры были подписаны Кореей с США, Италией, Россией, Германией и Францией.
В 1882 году Ли Хаын на короткое время вернулся к власти после так называемого Инцидента в Имо. Но вскоре он был вывезен в Китай и королева Мин вернула себе власть.
В 1884 году подняли беспорядки сторонники японцев, предводительствуемые Ким Ок Кюном, и в течение 7 дней владели столицей. Однако, население Сеула восстало поголовно, выгнало их и японцев; Кюм Ок Кюн жил с тех пор в Японии, а в 1894 году, по прибытии в Шанхай, был убит одним из соотечественников. В том же 1884 году Япония отправила в Корею войска, но, по договору с Китаем, в следующем году отозвала их оттуда, и оба государства обязались не посылать в Корею войск без предварительного извещения другой стороны. Япония получила значительное экономическое влияние в Корее, особенно на юге полуострова, благодаря массе своих представителей и их торговой предприимчивости; зато в сфере политической огромным влиянием постоянно пользовался китайский резидент в Сеуле.
Начавшееся в 1893-94 годах революционное движение, во главе которого стояли представители движения тонхак, заставило короля обратиться за помощью к Китаю. Китайское правительство послало свои войска в Корею, на что Япония ответила посылкой своих. Началась японско-китайская война 1894-95 годов. Корея в ней официально участия не принимала, но она велась из-за Кореи и отчасти на её территории. После войны Корея попала фактически под протекторат Японии. Король управлял отныне под строжайшим контролем Японии. В 1895 году японцы убили королеву Мин. Скандал был настолько широким, что в Японии над убийцами был устроен показательный процесс, однако все они были признаны невиновными.
11 февраля 1896 года ван Коджон бежал из дворца и скрылся в российском посольстве, где прожил целый год; только в феврале 1897 года он вернулся в свой дворец. 12 октября 1897 года Коджон провозгласил создание Корейской империи — Тэхан чегук и принял титул императора, но на деле уже не обладал практически никакой властью.

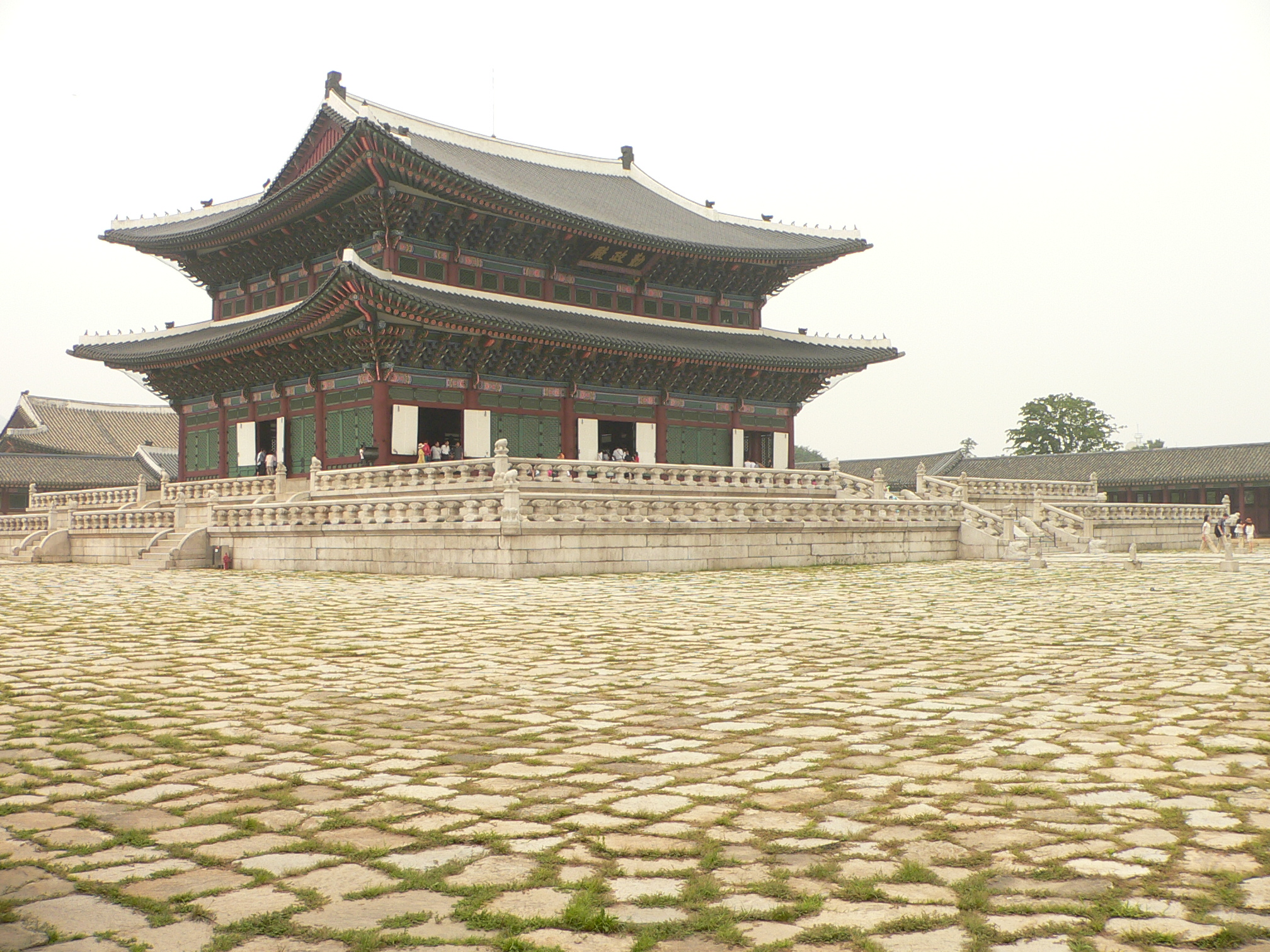
Тронный зал Чосон

В 1904 году началась Русско-японская война. Официально Корея в ней участия не принимала, но война, сперва морская, потом сухопутная, велась сначала в пределах Кореи; её гавани были местами высадки японских войск. Когда война окончательно перекинулась на территорию Маньчжурии, Корея осталась оккупированной японскими войсками, производившими в ней реквизиции. 30 января 1904 года российский посланник А. И. Павлов должен был выехать из Сеула. По договору 10 (23) февраля 1904 года, подписанного корейским императором под давлением Японии, Корея аннулировала в одностороннем порядке русско-корейские договоры и формально признала себя союзником Японии. Зависимость корейского государства сохранялась и после окончания русско-японской войны и была официально оформлена японо-корейским договором о протекторате 17 (4) ноября 1905 г.

## Аннексия Японией
После русско-японской войны 1904—1905 годов Японская империя установила протекторат над Корейской империей, а в 1910 году аннексировала её. С 1910 по 1945 годы Корея была японской колонией. Японцы проводили политику подавления антияпонского движения, экономической и культурной модернизации страны, а также ассимиляции корейцев.

## Раскол Кореи

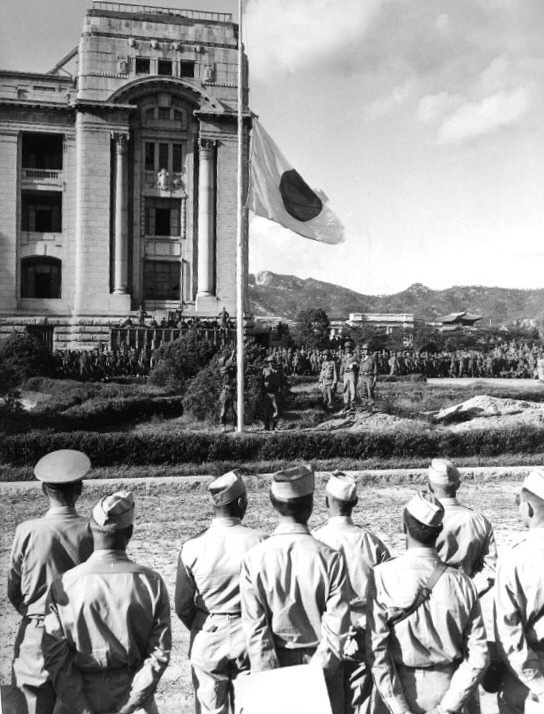
Японцы в Сеуле передают власть военным США и спускают свой флаг, 9 сентября 1945 года

Разгром Японии во Второй мировой войне положил конец японскому господству в Корее. США и СССР подписали соглашение о совместном управлении страной. Линия раздела зон влияния двух сверхдержав прошла по 38-й параллели.
В августе 1945 года в КНДР было установлено «Советское гражданское управление». В феврале 1946 года было сформировано временное правительство (Временный Народный Комитет Северной Кореи) во главе с Ким Ир Сеном.
Власти США в своей зоне оккупации создали Американское военное правительство в Корее.
В 1948 году были созданы два государства — КНДР на севере и Республика Корея на юге. Корейская война (1950—1953) закрепила раскол страны.

### КНДР
В Северной Корее была установлена коммунистическая многолетняя диктатура Ким Ир Сена (которого после его смерти на посту сменил его сын Ким Чен Ир; после смерти Ким Чен Ира в декабре 2011 страну возглавил его третий сын диктатор Ким Чен Ын).
В 1950—1960 годы экономика КНДР успешно развивалась за счёт военно-промышленного комплекса, однако уже в 1970-х годах экономическая ситуация ухудшилась, что привело к дефолту в 1980 году. В 1990-х новый экономический кризис привёл к массовому голоду и гибели нескольких миллионов человек.
В начале XXI века были проведены реформы, которые позволили немного укрепить экономику, в том числе наладить торговлю с Китаем и другими странами, но закрытость страны и её идеологические основы не претерпели изменений. Страна находится в изоляции от цивилизованного мира. КНДР продолжила вопреки конвенциям ООН о недопущении распространения развивать свою ядерную программу, в результате чего против неё были введены санкции ООН и отдельных стран.

### Демократизация Южной Кореи
В Южной Корее на протяжении нескольких десятилетий правили военные диктаторы, проводившие политику экономической модернизации страны. В конце 1980-х годов страна стала демократическим государством. В 1992 году в стране был избран первый гражданский президент Ким Ёнсам. Заложенные американцами тенденции привели к быстрому экономическому росту, который стали называть «чудом на реке Хан». Пережив азиатский финансовый кризис 1997 года, экономика Республики Корея стабильно входит в двадцатку среди стран мира. Однако многие высшие руководители страны были обвинены в коррупции и получили тюремное заключение (бывшие президенты Но Тхэу, Ли Мёнбак и Пак Кынхе) или совершили самоубийство (бывший президент Но Мухён).

## Планы объединения Кореи
С обеих сторон — с Юга и с Севера — неоднократно звучали заявления по поводу восстановления единства Кореи. Каждая сторона выдвигала условия, на которые не соглашалась противоположная сторона.
Экономическое сближение, совместные проекты несколько раз начинались (в основном с финансированием Южной Кореи), а затем сворачивались (чаще всего по инициативе Северной Кореи). Несколько десятилетий разделения привели к огромной экономической, социальной и культурной разнице между Севером и Югом, вдобавок к принципиальной разнице политических позиций.